# Poarta Străzii Negre din Brașov

Poarta Străzii Negre dinspre exterior (sus) şi dinspre interior (jos)

Poarta Străzii Negre, astăzi strada Nicolae Bălcescu, a fost o cale de acces mai puțin cunoscută și utilizată în cetatea Brașov. Pomenită încă de la 1464, sub denumirea de „Swarczgas”, apoi la 1578, poarta a fost ulterior zidită. Redată în folosință după mai multe decenii, în 1785, aceasta a fost rezidită între 1788-1789. În 1873 atât turnul cât și bastionul exterior al porții au fost demolate pentru a permite un acces mai facil în cazarma „Neagră”, construită de curând pe această stradă. 